# Солдат (спектакль)
«Солдат» — российский спектакль, поставленный Дмитрием Волкостреловым по пьесе Павла Пряжко в 2011 году в московском театре «Театр.doc» (совместно с петербургским театром Post). Критики считают этот спектакль самым коротким на российской театральной сцене.

## О спектакле
- Текст — Павел Пряжко.
- Режиссёр — Дмитрий Волкострелов.
- Актёр — Павел Чинарёв.

Премьера спектакля «Солдат» состоялась 23 декабря 2011 года на специальной сцене московского театра «Театр.doc». Данная работа является совместным проектом «Театра.doc» и санкт-петербургского театра Post. Длительность спектакля — 5 минут. Текст, произносимый единственным актёром Павлом Чинарёвым, состоит из двух коротких предложений. Структура и язык данного театрального представления дают основание предположить, что спектакль «Солдат» находится в приграничной зоне, разделяющей пространства театра и перформанса.
В феврале 2013 года спектакль был выдвинут на премию в номинации «Эксперимент» Национального театрального фестиваля «Золотая маска — 2013».

## Цитаты
- «Меня беспокоила тема о том, как солдат пришел в увольнительную. Я начал выстраивать какую-то историю — одну, вторую, третью. А потом понял, что не могу точно передать то, что хочу. Да, следую закону построения сюжета, ввожу каких-то персонажей, но, по сути, занимаюсь какой-то ерундой, совсем ухожу от того высказывания, которое мне необходимо. И вдруг я понял, что нужная мне форма — это два предложения, это единственный вариант. Дима решил поставить. Благодаря нему текст не пропал. Потому что я выслал текст еще одному режиссёру, но тот подумал, что это шутка. А для меня это серьезная работа. Я рад, что Дима это увидел»[5] — Павел Пряжко.

- «„Солдат“ — самый радикальный спектакль российского театра! Пьеса — две фразы, спектакль длится 5 минут. Внутри — бездна. Эту бездну даёт не режиссёр, не автор, не актер, — а мы сами, зрители»[3] — Михаил Угаров.

- «Пьеса Пряжко состоит из двух предложений — но это ничего не значит, в пьесе вообще может не быть слов, причем не только реплик, но и ремарок (кстати, текст Пряжко не предполагает однозначного подхода к этим двум предложениям — то ли это реплика героя, то ли авторская ремарка), может и пьесы не быть — а постановка при этом возможна вполне традиционная по формату. Волкостреловский „Солдат“ интересен в первую очередь именно своим хроно-форматом — не то что это какая-то мировая театральная революция, уже Беккет вплотную подходил к чему-то подобному, а до него — радикалы начала XX века, ну а уж после — кто только не, но все-таки пока что пятиминутные представления, которые тем не менее прокатываются не как перформансы, но как театральные постановки (то есть зрители, сколько бы их ни набралось, приходят к условленному времени, ожидают, заходят в зал, а в конце, если возникает желание, могут даже поаплодировать) — достаточно редкое явление. „Солдат“ — именно спектакль, а не перформанс и не акция, еще и потому, что составляющее его действие — принципиально однократное, оно не допускает циклического самовоспроизведения, не предполагает бесконечного повторения. В нем есть завершенная история с неким экзистенциальным подтекстом»[6] — Arlekin.

- «Этот спектакль обязательно надо посмотреть. Во-первых, это уникальное явление современной сцены, это вовсе не профанация, как может показаться. Во-вторых, это самый тенденциозный спектакль новой драмы, совершающей внутри себя глобальный переворот. В-третьих, вы будете об этом потом вспоминать и рассказывать. Возможно, не потому, что там происходит нечто, а потому, что там происходит ничто»[7] — Алексей Киселёв.